# منتخب بيرو لكأس فيد
منتخب بيرو لكأس فيد (بالإسبانية: Equipo de Fed Cup del Perú)‏ هو ممثل بيرو الرسمي في كرة المضرب في كأس فيد.